# 阿爾塔蒙特自由音樂會
阿爾塔蒙特自由音樂會（英語：Altamont Free Concert）是於1969年12月6日星期六在美國北加州阿爾塔蒙特賽車場舉辦的反文化搖滾音樂會。
這場音樂會因其爆發的暴力事件而聞名，其中包括梅雷迪思·杭特遭捅死與和三起意外死亡事件：兩起由一場肇事逃逸車禍造成，一起是由吸食LSD引發的灌溉渠溺水造成。數起的受傷事件、許多汽車被盜並被遺棄，造成大量財產損失。
這場演出的嘉賓有山塔那合唱團、傑佛森飛船、飛行捲餅兄弟、克羅斯比、史提爾斯、納許與尼爾·楊（CSNY）以及壓軸登場的滾石樂團。身為主辦方的感恩至死原本也有計畫在CSNY表演結束後上場演出，但由於現場暴力事件不斷增加而作罷。一位《滾石雜誌》的工作人員在關於這次活動的詳細敘述中如此寫道：「這就是阿爾塔蒙特的事件發展—非常糟糕，糟到連身為組織和宣傳這個活動的感恩至死都沒有上場演出。這是搖滾樂史上最爛的一天，12月6日，一切都完全出錯了。」
大約有三十萬人參加了音樂會， 其中一些人預期這將會是「西部版的胡士托」。電影製片人亞伯特和大衛·梅索拍攝了這整起事件的片段，並將其製作為1970年的紀錄片電影《變調搖滾樂》。

### 網站
1. ↑  Grace Slick, a Biography, Barbara Rowes, p.155
2. 1 2  . Chicago Tribune. December 7, 1969: 1, sec. 1  [2019-03-10]. （原始内容存档于2017-09-17）.
3. ↑  . Spokesman-Review ((Spokane, Washington)). Associated Press. December 7, 1969: 2  [2019-03-10]. （原始内容存档于2019-07-13）.
4. 1 2 3  . The Bulletin ((Bend, Oregon)). UPI. December 8, 1969: 7  [2019-03-10]. （原始内容存档于2019-07-13）.
5. ↑  Ortega, Tony. . Village Voice. 2010-08-24  [2010-10-25]. （原始内容存档于2012-07-01）.
6. ↑  "Altamont Rock Festival of 1969: The Aftermath" （页面存档备份，存于）, Livermore Heritage Guild Journal, January/February 2011
7. ↑  Bangs, Lester; Brown, Reny; Burks, John; Egan, Sammy; Goodwin, Michael; Link, Geoffrey; Marcus, Greil; Morthland, John; Schoenfeld, Eugene; Thomas, Patrick; Winner, Langdon. . Rolling Stone. 21 January 1970  [8 January 2015]. （原始内容存档于2018-06-15）.
8. ↑  Lydon, Michael. . Rolling Stone. September 1970.
9. ↑  . Rolling Stone. 21 January 1970  [18 March 2016]. （原始内容存档于2016-03-25）.
10. ↑  Burks, John. . Rolling Stone. 7 February 1970  [24 May 2013]. （原始内容存档于14 March 2008）.
11. ↑  "Altamont Rock Festival: '60s Abruptly End" （页面存档备份，存于）, Livermore Heritage Guild Journal, March/April 2010

### 其他
- . The Raven Report. 31 October 2016. （原始内容存档于16 November 2016）.